# أغ برزة
أغ‌ برزة هي قرية في مقاطعة سلماس، إيران. يقدر عدد سكانها بـ 327 نسمة بحسب إحصاء 2016.